# پژو ۵سی‌وی
پژو ۵سی‌وی (Peugeot 5CV) نامی محبوب برای چندین مدل از پژو تیپ ۱۷۲ بین سال های ۱۹۲۵ تا ۱۹۲۹ بود.
اولین مدل از سری ۵سی‌وی، تیپ ۱۷۲بی‌سی بود که یک مدل جدید بود. این مدل هر چند که شبیه به کوادریلت بود که تا سال ۱۹۲۴ فروخته می‌شد. موتور ۶۶۷ سی‌سی تیپ ۱۷۲ بی‌سی همان موتوری است که در کوادریلت استفاده شده است. این موتور قادر به تولید ۱۱ اسب بخار است. این مدل اولین بار در اتومبیل تور دو فرانس در سال ۱۹۲۴ به نمایش درآمد.

## مدل ها
تغییرات کوچکی در بخش ظاهری و موتور تیپ ۱۷۲بی‌سی را به تیپ ۱۷۲آر در سال ۱۹۲۶ تغییر داد. این موتور ۷۲۰ سی‌سی ۴ سیلندر بود و همان قدرت قبلی را تولید می کرد، اما گشتاور آن به میزان قابل توجهی بالاتر بود. در سال ۱۹۲۸، موتور با یک موتور کوچکتر ۶۹۵ سی سی جایگزین شد که با این وجود ۱۴ اسب بخار تولید می‌کرد. با این وجود، یک موتور کوچکتر، امتیاز تیپ ۱۷۲ام را به ۴سی‌وی داد.

## تولید
مجموع تولید مدل های تیپ ۱۷۲ در این مدت ها به ۴۸۴۲۵ دستگاه رسید.
| مدل         | سال          | دستگاه |
| ----------- | ------------ | ------ |
| تیپ ۱۷۲بی‌سی | ۱۹۲۴ تا ۱۹۲۵ | ۷۰۸۴   |
| تیپ ۱۷۲آر   | ۱۹۲۶ تا ۱۹۲۸ | ۲۷۱۱۹  |
| تیپ ۱۷۲ام   | ۱۹۲۸         | ۱۱۹۷۰  |
| تیپ ۱۷۲اس   | ۱۹۲۹         | ۲۱۱۲   |